# قائمة العواصف الشمسية

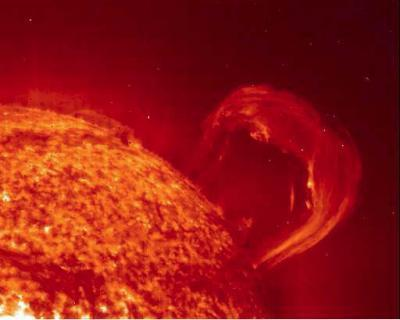
انبعاث الكتلة الإكليلية (CME).

تنجم العواصف الشمسية بأنواعها المختلفة عن اضطرابات في الشمس، غالبًا ما تكون تلك العواصف ناجمة عن الانبعاثات الكتلية الإكليلية (CMEs) والانذلاعات الشمسية من المناطق النشطة، أو في كثير من الأحيان من الثقوب الإكليلية. قد تحدث عواصف شمسية تتراوح بين بسيطة إلى نشطة (أي تقتصر العواصف على خطوط العرض العليا) في ظل ظروف الرياح الشمسية الخلفية المرتفعة عندما يكون اتجاه المجال المغناطيسي بين الكواكب (IMF) جنوبًا، نحو الأرض (مما يؤدي أيضًا إلى ظروف عاصفة أقوى بكثير من المصادر ذات الصلة بالانبعاث الإكليلي) ).

## خلفية
تنتج النجوم النشطة اضطرابات في الطقس الفضائي، وفي مناخها الفضائي إذا كانت قوية بما فيه الكفاية. يدرس العلم مثل هذه الظواهر في مجال الفيزياء الشمسية، وهو مزيج متعدد التخصصات من الفيزياء الشمسية وعلوم الكواكب.
في النظام الشمسي، يمكن للشمس أن تنتج عواصف جسيمية نشطة وعواصف مغناطيسية أرضية شديدة قادرة على التسبب في أضرار جسيمة للأجهزة التقنية الإلكترونية. يمكن أن يؤدي إلى انقطاع التيار الكهربائي على نطاق واسع، وتعطيل أو انقطاع الاتصالات اللاسلكية (بما في ذلك نظام تحديد المواقع العالمي )، وتلف أو تدمير كابلات الاتصالات البحرية، والتعطيل المؤقت أو الدائم للأقمار الصناعية والأجهزة الإلكترونية الأخرى. قد تكون العواصف الشمسية الشديدة أيضًا خطرة على الطيران في خطوط العرض العالية وعلى ارتفاعات عالية وعلى رحلات الفضاء البشرية. العواصف الجيومغناطيسية هي سبب ظهور الشفق القطبي. حدثت أهم عاصفة شمسية معروفة، وفقًا لمعظم المعايير، في سبتمبر 1859 وتُعرف باسم " حدث كارينجتون ". إن الأضرار الناجمة عن أقوى العواصف الشمسية قادرة على تهديد استقرار الحضارة الإنسانية الحديثة بشكل وجودي، على الرغم من أن الاستعداد المناسب والتخفيف من حدة المخاطر يمكن أن يقلل بشكل كبير من المخاطر.
تشير البيانات غير المباشرة من الأرض، بالإضافة إلى تحليل النجوم المشابهة للشمس، إلى أن الشمس قد تكون قادرة أيضًا على إنتاج ما يسمى بالاندلاعات الفائقة، والتي تكون أقوى بما يصل إلى 1000 مرة من أي اندلاعات مسجلة في السجل التاريخي. وتشير أبحاث أخرى، مثل نماذج الاندلاعات الشمسية وإحصائيات الأحداث الشمسية المتطرفة التي أعيد بناؤها باستخدام بيانات النظائر الكونية الموجودة في الأرشيفات الأرضية، إلى خلاف ذلك. لم يُحل هذا التناقض بعد وقد يكون مرتبطًا بإحصاء متحيز لجمهرة النجوم من نظائرها الشمسية.

## انبعاث الكتل الإكليلية وأحداث الجسيمات الشمسية

### الأحداث التي تؤثر على الأرض

#### الأدلة غير المباشرة
يحتوي هذا القسم على قائمة بالأحداث المحتملة (محتملة علميًا) التي يشار إليها ببيانات غير مباشرة أو بيانات بديلة. القيمة العلمية لهذه البيانات لا تزال دون حل.
- 12351 – 12350 قبل الميلاد، حدث مياكي المحتمل، والذي يُفترض أن يكون أكبر حدث معروف ويُعتقد أنه ضِعف الحدث الذي وقع في 774-775.[22]
- 7176 ق.م. عُثر على ذروة من البريليوم 10 ( ونظائر أخرى) في قلوب الجليد ومدعوم بحلقات الأشجار.[23] ويبدو بشكل غير متوقع أنه حدث بالقرب من الحد الأدنى للطاقة الشمسية[23] وكان بنفس قوة الحدث الشهير الذي وقع في عام 774-775 م، أو ربما أقوى قليلاً منه.
- 5410 قبل الميلاد[24]
- 5259 ق.م. عُثر على ذروة من البريليوم-10 في قلوب الجليد ومدعوم بحلقات الأشجار. على الأقل بنفس قوة حدث 774-775.[25]
- 660 قبل الميلاد[26][27]
- 774-775 م[28][29][30][31][32] يعد حدث البروتون الشمسي الشديد هذا أول حدث مياكي (Miyake event) جرى تحديده. لقد تسبب في أكبر وأسرع ارتفاع مسجل في مستويات الكربون 14 على الإطلاق.[33]
- 993-994 م[31][34][35] تسبب في ارتفاع الكربون 14 المرئي في حلقات الأشجار والذي جرى استخدامه لتأريخ بقايا الفايكنج الأثرية في لانس أو ميدوز في نيوفاوندلاند حتى عام 1021.[36]
- 1052 م، عُثر على ارتفاع في الكربون 14[37]
- 1279 م، عُثر على ارتفاع في الكربون 14[37]

#### القياسات المباشرة و/أو الملاحظات البصرية
| التاريخ                | الحدث                                              | الدلالة |
| ---------------------- | -------------------------------------------------- | --- |
| مارس 1582              | Great magnetic storms of March 1582                | Prolonged severe-extreme geomagnetic storm produced aurora to 28.8° magnetic latitude (MLAT) and ≈33.0° invariant latitude (ILAT). |
| فبراير 1730            |                                                    | At least as intense as the 1989 event but less intense than the Carrington event |
| سبتمبر 1770            |                                                    | [ 41 ] [ 42 ] [ 43 ] |
| سبتمبر 1859            | Carrington Event                                   | The most extreme storm ever documented by most measures; telegraph machines reportedly shocked operators and caused small fires; aurorae visible in tropical areas; first solidly established connection of flares to geomagnetic disturbances. Extreme storming directly preceded this event in late August. |
| فبراير 1872            | Chapman–Silverman storm                            | minimal Dst* ≤ −834 nT |
| نوفمبر 1882            | November 1882 geomagnetic storm                    | [ 46 ] |
| Oct 1903               | Solar storm of Oct-Nov 1903                        | An extreme storm, estimated at Dst -531 تسلا (وحدة) arose from a fast CME (mean ≈1500 km/s), occurred during the ascending phase of the minimum of the relatively weak solar cycle 14, which is the most significant storm on record in a solar minimum period. Aurora was conservatively observed to ≈44.1° ILAT, and widespread disruptions and overcharging of telegraph systems occurred. |
| Sep 1909               | Geomagnetic storm of September 1909                | Dst calculated to have reached -595 nT, comparable to the March 1989 event |
| May 1921               | May 1921 geomagnetic storm                         | Among most extreme known geomagnetic storms; farthest equatorward (lowest latitude) aurora ever documented; burned out فاصمة منصهرةs, electrical apparatus, and telephone station; caused fires at signal tower and telegraph station; total communications blackouts lasting several hours. A paper in 2019 estimates intensity of −907±132 nT. |
| Jan 1938               | January 1938 geomagnetic storm or the Fátima storm | |
| Mar 1940               | March 1940 superstorm                              | Triggered by an X35±1 solar flare. Caused significant interference to United States communication systems. |
| Sep 1941               |                                                    | [ 55 ] |
| Mar 1946               | Geomagnetic storm of March 1946                    | Est. Dstm of -512 nT |
| Feb 1956               |                                                    | [ 58 ] [ 59 ] [ 60 ] |
| Sep 1957               | Geomagnetic storm of September 1957                | [ 61 ] [ 62 ] |
| Feb 1958               | Geomagnetic storm of February 1958                 | [ 61 ] [ 62 ] |
| Jul 1959               | Geomagnetic storm of July 1959                     | [ 61 ] [ 63 ] |
| May 1967               |                                                    | Blackout of polar surveillance radars during الحرب الباردة led U.S. military to scramble for nuclear war until solar origin confirmed |
| Oct 1968               |                                                    | [ 65 ] [ 66 ] |
| Aug 1972               | August 1972 solar storm                            | Fastest CME transit time recorded; most extreme solar particle event (SPE) by some measures and the most hazardous to human spaceflight during the عصر الفضاء؛ severe technological disruptions, caused accidental detonation of numerous magnetic-influence ألغام بحرية |
| Mar 1989               | March 1989 geomagnetic storm                       | Most extreme storm of the Space Age by several measures. Outed power grid of province of كيبك. Caused interference to United States power grid. |
| Aug 1989               |                                                    | [ 70 ] |
| Nov 1991               | Geomagnetic storm of November 1991                 | An intense solar storm with about half the energy output of the March 1989 storm. Aurorae were visible in the US as far south as Texas |
| Apr 2000               |                                                    | [ 73 ] |
| Jul 2000               | Bastille Day solar storm                           | |
| Apr 2001               |                                                    | A solar flare from a sunspot region associated with this activity and preceding this period produced the then largest flare detected during the Space Age at about X20 (the first event to saturate spaceborne monitoring instruments, this was exceeded in 2003) but was directed away from Earth. |
| Nov 2001               | Geomagnetic storm of November 2001                 | A fast-moving CME triggered vivid aurorae as far south as Texas, California, and Florida |
| Oct 2003               | 2003 Halloween solar storms                        | Among top few most intense storms of the Space Age; aurora visible as far south as Texas and the Mediterranean countries of Europe. A solar flare with x-ray flux estimated to be around X45 occurred from an associated active region on 4 November but was directed away from Earth. |
| Nov 2003               | Solar storms of November 2003                      | 2021 study estimated Dstm of -533 nT |
| Jan 2005               |                                                    | The most intense solar flare in 15 years with انبعاث كتلي إكليلي, 5 times from the 15th to 20th. |
| Mar 2015               | St. Patrick's Day storm                            | Largest geomagnetic storm of solar cycle 24, driven by حقل مغناطيسي بين كوكبي variations |
| Sep 2017               |                                                    | Triggered by an X8.2 class solar flare |
| Feb 2022               |                                                    | A mild solar particle and geomagnetic storm of otherwise little consequence led to the premature reentry and destruction of 40 سبيس إكس ستارلنك satellites launched February 3, 2022 due to increased atmospheric drag. |
| 30 April - 12 May 2024 | العواصف الشمسية مايو 2024                          | X1.2(X1.3)-class flares and X4.5-class flare. The flares with a magnitude of 6-7 occurred between 30 April and 4 May 2024. On 5 May the strength of the solar storm reached 5 points, which is considered strong according to the K-index. The rapidly growing sunspot AR3663 became the most active spot of the 25th solar cycle. On 5 May alone, it emitted two X-class (strongest) flares and six M-class (medium) flares. Each of these flares resulted in a short-term but profound disconnection of the Earth's radio signal, resulting in signal loss at frequencies below 30 MHz An extreme (G5) geomagnetic storm alert was issued by the National Oceanic and Atmospheric Administration (NOAA) – the first since October 2003 |

### الأحداث التي لا تؤثر على الأرض
أثرت الأحداث المذكورة أعلاه على الأرض (والمناطق المجاورة لها، والمعروفة باسم الغلاف المغناطيسي )، في حين أن الأحداث التالية توجهت إلى مكان آخر في النظام الشمسي واكتُشفت عن طريق مراقبة المركبات الفضائية أو وسائل أخرى.
| التاريخ       | الحدث                      | الدلالة                                                                                       |
| ------------- | -------------------------- | --------------------------------------------------------------------------------------------- |
| 23 يوليو 2012 | العاصفة الشمسية يوليو 2012 | توجه الانبعاث الإكليلي فائق السرعة بعيدًا عن الأرض بخصائص ربما جعلت منه عاصفة من فئة كارينغتون |

## الاندلاعات الشمسية الناعمة بالأشعة السينية
الاندلاعات الشمسية هي انفجارات موضعية مكثفة للإشعاع الكهرومغناطيسي في الغلاف الجوي للشمس. غالبًا ما يجري تصنيفها بناءً على ذروة تدفق الأشعة السينية الناعمة (SXR) التي تقيسها المركبة الفضائية GOES في مدار متزامن مع الأرض.
ويدرج الجدول التالي أكبر الاندلاعات في هذا الصدد منذ يونيو 1996، بداية الدورة الشمسية 23.
| م. | الفئة SXR Class | التاريخ    | الدورة الشمسية | Active region | Time (UTC) | Time (UTC) | Time (UTC) | Notes                                           |
| م. | الفئة SXR Class | التاريخ    | الدورة الشمسية | Active region | Start      | Max        | End        | Notes                                           |
| -- | --------------- | ---------- | -------------- | ------------- | ---------- | ---------- | ---------- | ----------------------------------------------- |
| 1  | >X28+           | 2003-11-04 | 23             | 10486         | 19:29      | 19:53      | 20:06      | Associated with the 2003 Halloween solar storms |
| 2  | X20             | 2001-04-02 | 23             | 9393          | 21:32      | 21:51      | 22:03      |                                                 |
| 3  | X17.2           | 2003-10-28 | 23             | 10486         | 09:51      | 11:10      | 11:24      | Associated with the 2003 Halloween solar storms |
| 4  | X17             | 2005-09-07 | 23             | 10808         | 17:17      | 17:40      | 18:03      |                                                 |
| 5  | X14.4           | 2001-04-15 | 23             | 9415          | 13:19      | 13:50      | 13:55      |                                                 |
| 6  | X10             | 2003-10-29 | 23             | 10486         | 20:37      | 20:49      | 21:01      | Associated with the 2003 Halloween solar storms |
| 7  | X9.4            | 1997-11-06 | 23             | 8100          | 11:49      | 11:55      | 12:01      |                                                 |
| 8  | X9.3            | 2017-09-06 | 24             | 12673         | 11:53      | 12:02      | 12:10      |                                                 |
| 9  | X9.0            | 2006-12-05 | 23             | 10930         | 10:18      | 10:35      | 10:45      |                                                 |
| 10 | X8.3            | 2003-11-02 | 23             | 10486         | 17:03      | 17:25      | 17:39      | Associated with the 2003 Halloween solar storms |

## روابط خارجية
- أقوى التوهجات الشمسية المسجلة على الإطلاق (موقع SpaceWeather.com التابع لناسا)
- أحداث البروتونات الشمسية التي تؤثر على بيئة الأرض (1976 - حتى الآن) (SWPC)
- أرشيف أشد العواصف الشمسية (Solarstorms.org)
- GOES تصوير الأشعة السينية بالطاقة الشمسية أعظم الزيارات نسخة محفوظة 23 مايو 2019 على موقع واي باك مشين.